# Benjamin Apthorp Gould
Benjamin Apthorp Gould (Boston, 27 de septiembre de 1824 - Cambridge, 26 de noviembre de 1896) fue el iniciador de la astronomía observacional y la meteorología en la República Argentina. Se desempeñó como director del Observatorio Astronómico de Córdoba entre 1871 y 1885 y gracias a sus registros estelares se subsanó la deficiencia en información sobre el cielo austral, lo que le valió el reconocimiento internacional. Fue además uno de los primeros astrónomos del mundo en utilizar la fotografía para el estudio astronómico.

## Primeros años y comienzos de su carrera
Benjamin Apthorp Gould se graduó en el Harvard College en 1844. Estudió matemática y astronomía con Carl Friedrich Gauss en Gotinga, Alemania, publicando en ese lapso aproximadamente 20 artículos sobre observación y movimiento de cometas y asteroides. Volvió a Estados Unidos en 1848.
Entre 1852 y 1867 estuvo a cargo del Departamento de Longitud de la United States Coast Survey, donde desarrolló y organizó el servicio. Fue uno de los primeros en determinar longitudes por medios telegráficos, y empleó el cable atlántico en 1866 para establecer relaciones de longitud entre Europa y América.
De regreso en Cambridge, comenzó a publicar el Jornal Astronómico en 1849, que continuó hasta 1861; más adelante volvió a publicarlo en 1885. Desde 1855 hasta 1859 se desempeñó como director del Observatorio Dudley en Albany, Nueva York, y publicó en 1859 una discusión sobre lugares y movimientos de las estrellas circumpolares, para ser usado como estándar por la United States Coast Survey.
En 1861 se hizo cargo de la enorme tarea de preparar para su publicación los registros de observaciones astronómicas realizadas por el Observatorio Naval de los Estados Unidos desde 1850. Inscripto en 1862 como actuario de la Comisión Sanitaria de los Estados Unidos, organizó en 1869 un importante volumen de Estadísticas Militares y Antropológicas. En 1864 montó un observatorio privado en Cambridge.

## Radicación en Argentina

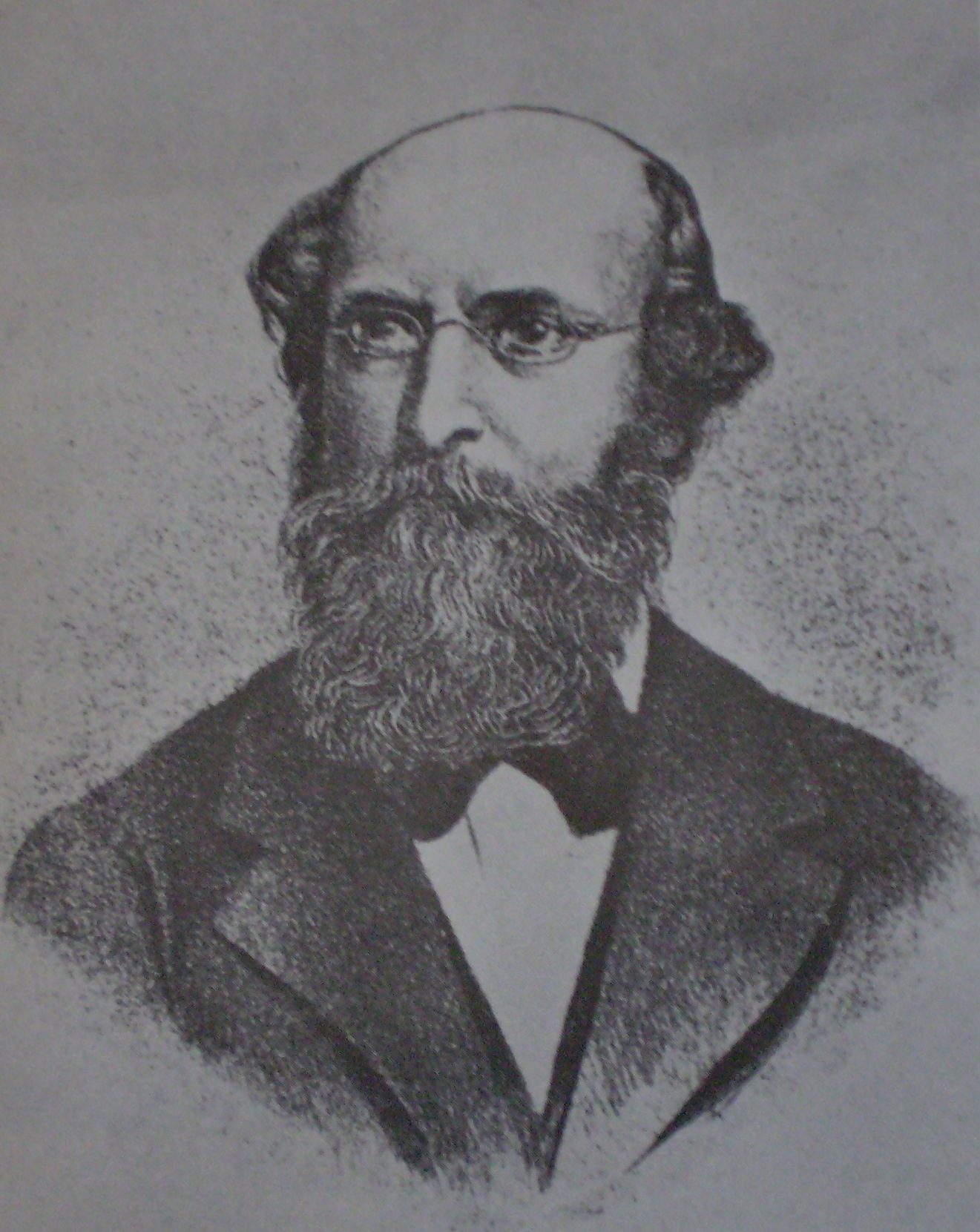
Benjamín Gould.

Hasta entonces, la mayor parte de los observatorios astronómicos se encontraban en el hemisferio norte y por lo tanto no podían dar cuenta de un gran número de estrellas australes, por lo que el catálogo de éstas era muy pobre. Gould decidió ocuparse de este problema. En 1865, siendo Domingo Faustino Sarmiento embajador argentino en Estados Unidos, le manifestó sus deseos de viajar a la Argentina y ofrecerle sus servicios científicos para realizar estudios estelares del hemisferio sur. La propuesta encontró favorable acogida de inmediato y si la empresa no se llevó a cabo entonces fue debido a que la guerra con el Paraguay que se desarrollaba en aquel entonces absorbía totalmente la atención del gobierno argentino.
Ya instalado como presidente de su país, Sarmiento nombró como ministro plenipotenciario en los Estados Unidos al doctor Manuel Rafael García Aguirre, cuya actuación fue decisiva en la instalación del “Observatorio Astronómico de Córdoba” y la radicación de Benjamin Gould  y su grupo de eminentes científicos y sabios extranjeros que domiciliados en “La Docta” reforzaron al grupo fundador de la Academia Nacional de Ciencias ubicada en Córdoba. Por razones astronómicas se eligió como lugar las proximidades de la ciudad de Córdoba. Gould llegó en 1870 y tuvo que esperar pacientemente la llegada de los aparatos encargados a una firma europea. Pero, en la espera del instrumental científico, comenzó, a simple vista y con ayuda de un anteojo de teatro, un mapa del cielo austral que el 24 de octubre de 1871, fecha de inauguración del entonces llamado Observatorio Nacional Argentino (llamado luego Observatorio Astronómico de Córdoba), contaba con más de 7.000 estrellas registradas que se publicaron en la Uranometría argentina de 1879, su obra mayor, por la cual recibió, en 1883, la medalla de oro de la Real Sociedad Astronómica.
Entre sus trabajos se debe mencionar su Catálogo de Zonas (1884), donde dejó registradas 73.160 estrellas del hemisferio austral, y el Catálogo General Argentino (1886), que contiene 32.448 estrellas cuyas posiciones fueron fijadas con muy buena precisión. De esta manera Gould y el Observatorio de Córdoba subsanaron la deficiencia de los catálogos australes. Según el astrónomo Gustav Müller, de Potsdam: “Son los frutos más preciosos de la vida laboriosa de Gould, que inmortalizarán su nombre y le aseguran el agradecimiento de los astrónomos de todos los tiempos y de todos los países...”
Además, Gould fue uno de los primeros en el mundo que aplicó la fotografía a los estudios astronómicos, a partir de 1866. A mediados de la década de 1870, sus fotos astronómicas, de muy alta calidad, fueron elogiadas en todo el mundo y muchas de ellas premiadas internacionalmente. En especial sus mediciones sobre las fotografías de L. M. Rutherfurd de las Pléyades en 1866 lo instalaron como pionero en el uso de la cámara como instrumento de precisión. En Córdoba obtuvo 1.400 negativos de cúmulos estelares del sur, cuyo análisis le ocupó los años finales de su vida. Estas fueron publicadas luego bajo el nombre de "Fotografías Cordobesas, Volumen XIX de los Resultados del Observatorio Nacional Argentino".
Al extenderse por el país la red de telegrafía eléctrica Gould la utilizó para determinar, en concurso con observaciones astronómicas de la posición del sol, las longitudes geográficas de diversas ciudades argentinas.
También gracias a Gould se iniciaron los estudios de meteorología en la Argentina. En efecto, por iniciativa de Gould, Sarmiento remitió un proyecto de ley sancionado y promulgado en 1872, creando la Oficina Meteorológica Nacional, que funcionó anexa al Observatorio de Córdoba hasta 1884, bajo la dirección desinteresada de Gould, apareciendo sus anales en 1878.

## Regreso a Estados Unidos
Como director del Observatorio de Córdoba su labor de organizador y científico se prolongó hasta 1885, año que marca su regreso a Estados Unidos. Gould fue despedido con todos los honores, y Sarmiento, orgulloso, señalaría: "Recién ahora, y como movidos por el impulso dado desde el Observatorio de Córdoba, se habla en Europa de adoptar y generalizar el mismo procedimiento, aplicado con brillo doce años entre nosotros. Por el mismo método quedan fijadas las posiciones relativas de estrellas dobles, no sólo entre sí mismas, sino en relación al meridiano celeste. Desde que se emite la idea de que el movimiento es la ley universal, aun en las estrellas, se comprende de cuánta magnitud pueden ser los resultados de la fotografía celeste".
Le sucedió al frente del observatorio uno de sus asistentes, John Macon Thome. Gould murió en Cambridge, Massachusetts, en 1896, a los 72 años.

## Honores
En 1887 recibió la Medalla James Craig Watson, que concede la Academia Nacional de Ciencias de Estados Unidos a quienes han realizado extraordinarias contribuciones en astronomía.
Los astrónomos continuaron investigando la astrofísica de una amplia serie de características de la Vía Láctea sobre las que él llamó la atención en 1877, y que fue nombrada como Cinturón de Gould en su honor. El cráter lunar Gould lleva su nombre.
El Museo Astronómico del Observatorio Astronómico de Córdoba es llamado en su honor "Presidente D. F. Sarmiento - Dr. B. A. Gould". En esta misma institución se realiza anualmente para su aniversario la conferencia "Sarmiento-Gould", la que está a cargo de destacadas personalidades. La Fuerza Aérea Argentina ha denominado Doctor Benjamín A. Gould al Museo Meteorológico Nacional de Córdoba.
En homenaje a su tarea, en 1972 se le dio su nombre a la plaza que rodea al Planetario de la Ciudad de Buenos Aires. También lleva su nombre una localidad situada en el departamento Unión, en la provincia de Córdoba.